# Denis Kang
Denis Kang (ur. 17 września 1977 w Saint-Pierre i Miquelon) – kanadyjski zawodnik mieszanych sztuk walki (MMA). Były zawodnik m.in. PRIDE FC oraz UFC.

## Życiorys
Kang urodził się we wspólnocie francuskiej na archipelagu Saint-Pierre i Miquelon. Jego ojciec był Koreańczykiem, a matka Francuzką. Rodzina przeniosła się na Wyspy Kanaryjskie, a następnie w 1988 roku zamieszkała na stałe w Kanadzie (Północne Vancouver - Kolumbia Brytyjska). Kang biegle włada czterema językami: angielskim, francuskim, hiszpańskim oraz portugalskim. Ma młodszego brata Juliena Kanga, który jest aktorem w Korei Południowej.

## Mieszane sztuki walki
Kang zawodowo w MMA zadebiutował w 1998 roku. Początkowo walczył na lokalnych kanadyjskich galach i turniejach, notując do 2000 roku pięć zwycięstw oraz dwie porażki. We wrześniu 2000 roku związał się z japońską organizacją Pancrase. Stoczył dla niej trzy pojedynki - wygrywając jeden pojedynek (przez kontuzję rywala) i przegrywając dwa m.in. z ówczesnym mistrzem tej organizacji Keiichiro Yamamiyą. Lata 2002–2004 to głównie walki na kanadyjskich i amerykańskich mniejszych galach. 5 grudnia 2003 roku zremisował z Andriejem Siemionowem na rosyjskiej gali M-1 Global.

### Spirit MC / PRIDE FC
Po serii sześciu pojedynków bez porażki na początku 2004 roku związał się z koreańską organizacją Spirit Martial Challenge. W pierwszego roku stoczył dla koreańskiej organizacji siedem pojedynków - wszystkie wygrał przed czasem oraz zwyciężył w Grand Prix Spirit wagi ciężkiej (+80 kg), zostając równocześnie mistrzem.
7 lipca 2004 stoczył jednorazową walkę w formule kickbokserskiej na gali K-1 World Grand Prix w Seulu. Kang przegrał wtedy z Kaoklaiem Kaennorsingiiem przez nokaut po prawym sierpowym w 1. rundzie.
Niepokonany od czternastu pojedynków w MMA, w 2005 roku został zakontraktowany przez światową organizacje Pride Fighting Championships. 3 kwietnia tego samego roku w swoim debiucie na gali PRIDE Bushido 6 poddał w 1. rundzie dźwignią prostą na staw łokciowy Takahiro Obę. 17 lipca na PRIDE Bushido 8 wygrał w rewanżowym starciu z Andriejem Siemienowem jednogłośnie na punkty
4 czerwca tego samego roku wystartował w turnieju PRIDE 2006 Grand Prix w wadze półśredniej. W rundzie otwierającej turniej na gali PRIDE Bushido 11 błyskawicznie znokautował w niespełna 15 sekund Brazylijczyka Murilo Rue. W ćwierćfinale poddał Rosjanina Amara Sułojewa, a w półfinale zwyciężył na punkty Japończyka Akihiro Gōno. Finał turnieju odbył się na tej samej gali co półfinał. Kang pierwotnie miał zmierzył się z Brazylijczykiem Paulo Filho, ale ze względu na kontuzję kolana Brazylijczyka w półfinale w zastępstwie zmierzył się z zawodnikiem gospodarzy Kazuo Misakim (który przegrał w półfinale z Filho). Po 3-rundowym, wyrównanym pojedynku sędziowie orzekli niejednogłośnie zwycięstwo Misakiego.
4 miesiące po finale PRIDE GP obronił pas mistrzowski Spirit MC w wadze ciężkiej, wygrywając na punkty z Koreańczykiem Jung Gyu Choiem.
W ciągu następnego roku stoczył cztery pojedynki. Przegrywał m.in. z Japończykiem Yoshihiro Akiyamą przez nokaut na Hero’s 2007 oraz w pierwszej rundzie turnieju DREAM Grand Prix wagi średniej z Ormianinem Gegardem Mousasim przez poddanie (duszenie trójkątne). Wygrywał natomiast z Koreańczykiem Kim Jae Youngiem, broniąc tym samym tytuł Spirit MC w wadze ciężkiej oraz z Marvinem Eastmanem na gali Raw Combat - oba zwycięstwa przez nokaut.

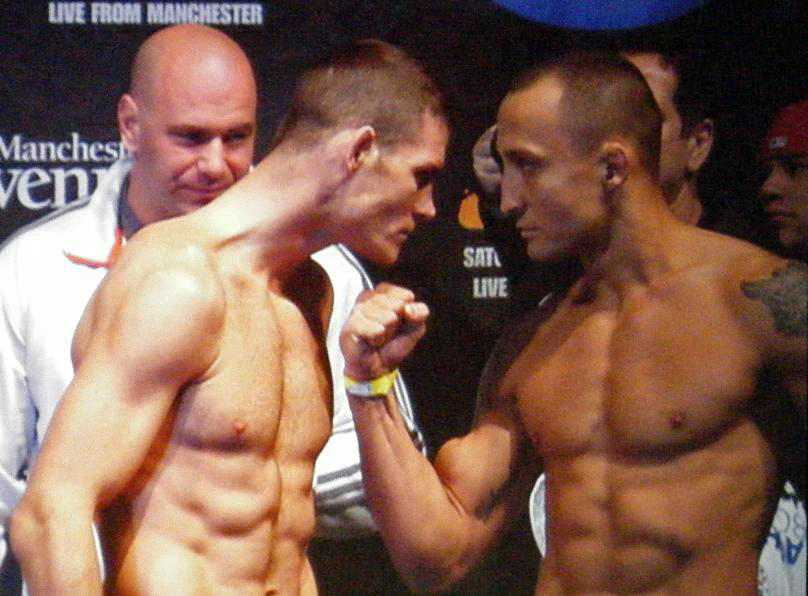
Kang (z prawej) i Michael Bisping podczas oficjalnego ważenia przed UFC 105

### UFC
W 2009 roku związał się z amerykańską organizacją Ultimate Fighting Championship. W swoim pierwszym pojedynku zmierzył się z Amerykaninem Alanem Belcherem na gali UFC 93. Kang przegrał przez poddanie (duszenie gilotynowe) pod koniec 2. rundy. Drugi pojedynek stoczył 18 kwietnia na UFC 97, pokonał w nim Francuza Xaviera Foupa-Pokama na punkty. 14 listopada tego samego roku na gali UFC 105 przegrał przez TKO z Brytyjczykiem Michaelem Bispingiem w 2. rundzie. Kang za ten pojedynek otrzymał bonus finansowy za "walkę wieczoru", lecz nie uchroniło go to przed zwolnieniem z organizacji.

### Lata 2010–2012
Po zwolnieniu z UFC walczył dla mniejszych organizacji. 18 lipca 2010 roku zremisował z Paulo Filho na Impact FC 2 w Sydney. W 2011 roku związał się z koreańską organizacją Road FC, gdzie do 2012 uzyskał bilans 2-2. W czasie trwania kontraktu z Road FC stoczył 28 maja 2011 przegraną walkę z Amerykaninem Jessem Taylorem w Kanadzie. 31 grudnia 2012, na sylwestrowej gali DREAM 18 / Glory 4, uległ przez TKO Melvinowi Manhoefowi w 50 sekundzie 1. rundy.

## Osiągnięcia[5]
Mieszane sztuki walki:
- 2003: Extreme Challenge/SuperBrawl 30 – finalista turnieju wagi średniej[6]
- 2003: Mistrz World Freestyle Fighting w wadze średniej[7]
- 2004: Spirit MC Interleague 1 – 1. miejsce (turniej amatorski)
- 2004: Spirit MC Grand Prix 2004 – 1. miejsce w turnieju wagi ciężkiej (+80 kg)
- 2004–2008: Mistrz Spirit MC w wadze ciężkiej (+80 kg)
- 2006: PRIDE 2006 Welterweight Grand Prix - finalista turnieju wagi półśredniej

Grappling:
- 2002: ADCC Canadian Trials – 1. miejsce w kat. -88 kg
- 2004: Grapplers Quest – 1. miejsce